# Фощенко Роман Іполитович
Фощенко Роман Іполитович — український режисер-документаліст.
Народився 19 липня 1908р. в с. Баштанці Миколаївської обл. в родині селянина. Учився в Одеському державному технікумі кінематографії (1930). Закінчив Київський кіноінститут (1937). Працював режисером на Студії кінохроніки у м. Горькому (1937—1941), Центральної студії кінохроніки (1942—1944).
В 1944 р. перейшов на Українську студію хронікально-документальних фільмів, де створив кінокартини:
- «Львівський собор»,
- «Село відроджується» (1946),
- «На рідній землі» (1947),
- «Батьківщина кличе» (1948),
- «Дашава—Київ» (1949),
- «Музей Т. Г. Шевченка»,
- «Мир переможе війну»,
- «33-й Жовтень» (1950, у співавт. з Г.Тасіним),
- «Возз'єднана Україна» (1951),
- «Юні друзі природи»,
- «Студенти Дніпропетровська» (1952),
- «Першотравень у Києві»,
- «Пам'яті В. Г. Короленка»,
- «50-річчя Львівської консерваторії» (1953),
- «Після трудового дня»,
- «Харків» (1954),
- «Хімічний метод боротьби з бур'янами» (1956),
- «Перебування болгарської урядової делегації в Києві»,
- «Рослинні білки — тваринам» (1957),
- «У кримському степу» (1958),
- «Репортаж 3 Республіканської виставки»,
- «У лабораторіях українських вчених»,
- «Всенародне свято»,
- «Третя Дніпровська» (1959),
- «Дорогі наші жінки»,
- «Весна студентська» (1960),
- «Безсмертя Кобзаря»,
- «На Тарасовій горі»,
- «Київ — місто-герой»,
- «На землі батьків» (1961),
- «Сини Баштанської республіки» (1967),
- «Україно — пісне моя» (1968, співавт. сцен.) та ін.

Був членом Спілки кінематографістів України.
В листопаді 1967 року за документальний фільм "Сини Баштанської республіки" Роману Фощенко, виконавчим комітетом депутатів Баштанського району присвоєно почесне звання – почесна людина (громадянин) Баштанського району 
Загинув в автокатастрофі під час зйомок фільму «Народні обряди»  22 липня 1970 року.